# Stephanoaetus mahery
Stephanoaetus mahery is een uitgestorven roofvogel die endemisch was in Madagaskar tijdens het Holoceen. De soort is verwant aan de Afrikaanse kroonarend. Stephanoaetus mahery stierf mogelijk rond 1500 uit. De soort is alleen bekend van subfossiele resten. De soortaanduiding mahery is afgeleid van de Malagassische taal en betekent 'krachtig' of 'machtig'.

## Kenmerken
Het holotype, een linkertarsometatarsus, opgegraven in 1925 in Ampasambazimba, 85 kilometer ten westen van de Malagassische hoofdstad Antananarivo, heeft een lengte van 108,0 millimeter, een proximale breedte van 26,1 millimeter en een distale breedte van 27,9 millimeter. Het als paratype aangeduide materiaal omvat distale vingerkootjes, de eerste klauwen van de rechterkant en de linkerkant, het distale kwart van de linkerellepijp en een bekkenfragment. De aard van de tarsometatarsus identificeert hem als een naaste verwant van de Afrikaanse kroonarend (Stephanoaetus coronatus). Hij was echter groter en wordt beschouwd als de krachtigste roofvogel van Madagaskar tijdens het Holoceen. Stephanoaetus mahery was iets groter dan de Afrikaanse kroonarend met een geschat gewicht van 3,5 tot 7 kilogram, een hoogte van 110 centimeter en een spanwijdte van 1,5 tot 2 meter.

## Leefwijze
Afgaand op de lengte van de tarsometatarsus en vergelijkingen met de levensstijl van de kroonarend, vermoedt de eerste beschrijver Steven M. Goodman dat Stephanoaetus mahery jaagde op grote maki's en nijlpaarden. Ook de jonge olifantsvogels (Aepyornis) zouden tot zijn prooi kunnen worden gerekend.

## Uitsterven
Stephanoaetus mahery verdween waarschijnlijk in de 16e eeuw als gevolg van de vernietiging van de bossen en de overbejaging van zijn prooi door de Malagasy.

## Vogel Roc
De reuzenvogel Roc komt voor in de verhalen van Marco Polo en in het Sinbad-verhaal 1001 Nacht, dat talloze auteurs zoals Louis Lavauden (1931) in verband hebben gebracht met de olifantsvogels. Andere auteurs zoals Raymond Decary (1937) en Claude Allibert (1992) ontkenden dit en identificeerden Roc als een roofvogel. Als Roc niet helemaal een fantasie is, zou deze legende zijn oorsprong kunnen hebben in Stephanoaetus mahery.